# Calgary International Airport
Calgary International Airport is het internationale vliegveld van Calgary in de Canadese provincie Alberta. Het vliegveld ligt zo'n 17 kilometer van het centrum van Calgary. Het is in passagiersaantallen het op drie na drukste vliegveld van Canada en een van de acht vliegvelden van waar er naar de Verenigde Staten gevlogen mag worden.
Start en landingsbaan 16/34 is de langste baan van Canada. De belangrijkste reden voor het aanleggen van een dergelijk lange baan is de hoogte waarop het vliegveld is gesitueerd. Hierdoor heerst er een lagere luchtdruk en moeten vliegtuigen met een hogere naderingssnelheid aanvliegen.

## Luchtvaartmaatschappijen en Bestemmingen
- Air Canada - Cancún, Frankfort, Las Vegas, Londen-Heathrow, London (ON), Los Angeles, Montréal-Trudeau, Newark, Ottawa, San Francisco, Toronto-Pearson, Vancouver, Varadero; Halifax, Honolulu, Ixtapa/Zihuatanejo, Kahului, Montego Bay, Phoenix, Puerto Vallarta, Punta Cana, San José del Cabo, Santa Clara, Tokio-Narita (seizoensgebonden)
- Air Canada Jazz - Castlegar, Cranbrook, Edmonton, Fort McMurray, Grande Prairie, Houston-Intercontinental, Kamloops, Kelowna, Lethbridge, Regina, Saskatoon, Victoria, Winnipeg, Yellowknife; Chicago-O'Hare, Portland (OR), Seattle/Tacoma, Vancouver, Whitehorse (seizoensgebonden)
- Air Canada (uitgevoerd door Central Mountain Air) - Cranbrook, Lethbridge, Medicine Hat
- Air North - Edmonton, Whitehorse
- Air Transat - Amsterdam, Cancún, Frankfort, Ixtapa-Zihuatanejo, Manzanillo, Montego Bay, München, Parijs-Charles de Gaulle, Puerto Plata, Puerto Vallarta, Punta Cana, San José del Cabo, Varadero (seizoensgebonden)
- American Airlines - Dallas/Fort Worth; Chicago-O'Hare (seizoensgebonden)
- American Eagle - Chicago-O'Hare
- British Airways - Londen-Heathrow
- Central Mountain Air - Edmonton, Lloydminster
- Condor Flugdienst - Frankfurt
- Continental Airlines - Houston-Intercontinental
- Delta Connection (uitgevoerd door SkyWest Airlines) - Salt Lake City, Minneapolis/St Paul
- Horizon Air - Seattle/Tacoma
- KLM - Amsterdam
- Lufthansa - Frankfurt
- Sunwing Airlines - Cancún; Huatulco, Mazatlan, Montego Bay, Puerto Vallarta, San José del Cabo, Varadero (seizoensgebonden)
- Swanberg Air - Edmonton, Red Deer, Grande Prairie
- Swiss International Air Lines (uitgevoerd door Edelweiss Air) - Zürich (seizoensgebonden)
- Thomas Cook Airlines Londen-Gatwick, Manchester; Glasgow-International (seizoensgebonden)
- United Airlines - Chicago-O'Hare; Denver (seizensgebonden)
- United Express (uitgevoerd door SkyWest Airlines) - Chicago-O'Hare, Denver, San Francisco
- US Airways - Phoenix (seizoensgebonden)
- US Airways Express (uitgevoerd door Mesa Airlines) - Phoenix (seizoensgebonden)
- WestJet - Abbotsford, Cancún, Comox, Edmonton, Fort McMurray, Hamilton, Halifax, Kamloops, Kelowna, Kitchener/Waterloo, Las Vegas, London (ON), Los Angeles, Mazatlan, Montréal-Trudeau, Orange County (begint 13 juni), Orlando, Ottawa, Palm Springs, Phoenix, Puerto Vallarta, Regina, San Diego, San José del Cabo, Saskatoon, Toronto-Pearson, Vancouver, Victoria, Winnipeg; Grande Prairie, Honolulu, Ixtapa-Zihuatanejo, Kahului, Montego Bay, Nassau, Newark, St. John's, San Francisco, Varadero, Windsor (seizoensgebonden)

## Toekomst
Er zijn werkzaamheden om een nieuwe baan aan te leggen van 4.2 kilometer lang die parallel komt te lopen met baan 16/34. Dit zorgt ervoor dat de luchthaven de Airbus A380 kan verwelkomen.